# Cedar Cove – Das Gesetz des Herzens/Episodenliste

Logo zur Serie

Diese Episodenliste enthält alle Episoden der US-amerikanische Dramedy-Fernsehserie Cedar Cove – Das Gesetz des Herzens, sortiert nach der US-amerikanischen Erstausstrahlung. Die Fernsehserie umfasst drei Staffeln mit 36 Episoden. Die deutsche Erstausstrahlung erfolgte auf dem Pay-TV-Sender Sat.1 Emotions.

## Übersicht
| Staffel | Episodenanzahl | Erstausstrahlung USA | Erstausstrahlung USA | Deutschsprachige Erstausstrahlung | Deutschsprachige Erstausstrahlung |
| Staffel | Episodenanzahl | Staffelpremiere      | Staffelfinale        | Staffelpremiere                   | Staffelfinale                     |
| ------- | -------------- | -------------------- | -------------------- | --------------------------------- | --------------------------------- |
| 1       | 13             | 20. Juli 2013        | 12. März 2013        | 18. März 2014                     | 10. Juni 2014                     |
| 2       | 12             | 19. Juli 2014        | 4. Okt. 2014         | 3. Mai 2015                       | 24. Mai 2015                      |
| 3       | 11             | 18. Juli 2015        | 26. Sep. 2015        | 5. Aug. 2016                      | 26. Aug. 2016                     |

## Staffel 1
Die Erstausstrahlung der ersten Staffel war vom 20. Juli bis zum 12. Oktober 2013 auf dem US-amerikanischen Kabelsender Hallmark Channel zu sehen. Die deutschsprachige Erstausstrahlung sendete der deutsche Bezahlfernsehsender Sat.1 emotions vom 18. März bis zum 10. Juni 2014.
| Nr. (ges.) | Nr. (St.) | Deutscher Titel          | Originaltitel                | Erstausstrahlung USA | Deutschsprachige Erstausstrahlung (D) | Regie            | Drehbuch      |
| ---------- | --------- | ------------------------ | ---------------------------- | -------------------- | ------------------------------------- | ---------------- | ------------- |
| 1          | 1         | Bleiben oder gehen       | Pilot                        | 20. Juli 2013        | 18. März 2014                         | Michael M. Scott | Bruce Graham  |
| 2          | 2         | Symbol der Hoffnung      | A House Divided              | 27. Juli 2013        | 25. März 2014                         | Andy Mikita      | Carl Binder   |
| 3          | 3         | Wiedervereint            | Reunion                      | 3. Aug. 2013         | 1. Apr. 2014                          | Martin Wood      | Carl Binder   |
| 4          | 4         | Wiedergutmachungen       | Suspicious Minds             | 10. Aug. 2013        | 8. Apr. 2014                          | Michael M. Scott | Eric Tuchman  |
| 5          | 5         | Der Kinder wegen         | For the Sake of the Children | 17. Aug. 2013        | 15. Apr. 2014                         | Neill Fearnley   | Susin Nielsen |
| 6          | 6         | Sieg über die Angst      | Free Spirits                 | 24. Aug. 2013        | 22. Apr. 2014                         | Michael M. Scott | Bruce Graham  |
| 7          | 7         | Vorurteile               | Help Wanted                  | 31. Aug. 2013        | 29. Apr. 2014                         | Peter DeLuise    | Eric Tuchman  |
| 8          | 8         | Wer bietet mehr?         | And The Winner Is…           | 7. Sep. 2013         | 6. Mai 2014                           | Martin Wood      | Bruce Graham  |
| 9          | 9         | Alte Flamme, neuer Funke | Old Flames, New Sparks       | 14. Sep. 2013        | 13. Mai 2014                          | Martin Wood      | Ken Craw      |
| 10         | 10        | Interessenkonflikte      | Conflicts of Interest        | 21. Sep. 2013        | 20. Mai 2014                          | Neill Fearnley   | Susin Nielsen |
| 11         | 11        | Verletzte Gefühle        | Stormfront                   | 28. Sep. 2013        | 27. Mai 2014                          | Neill Fearnley   | Bruce Graham  |
| 12         | 12        | Der lange Weg zurück     | A New Life                   | 5. Okt. 2013         | 19. Juni 2014                         | Martin Wood      | Bruce Graham  |
| 13         | 13        | Homecoming               | Homecoming                   | 12. Okt. 2013        | 26. Juni 2014                         | Martin Wood      | Carl Binder   |

## Staffel 2
Die Erstausstrahlung der zweiten Staffel war vom 19. Juli bis zum 4. Oktober 2014 auf dem US-amerikanischen Kabelsender Hallmark Channel zu sehen. Die deutschsprachige Erstausstrahlung erfolgte vom 3. bis zum 24. Mai 2015 auf Sat.1 Emotions.
| Nr. (ges.) | Nr. (St.) | Deutscher Titel           | Originaltitel                   | Erstausstrahlung USA | Deutschsprachige Erstausstrahlung (D) | Regie          | Drehbuch       |
| ---------- | --------- | ------------------------- | ------------------------------- | -------------------- | ------------------------------------- | -------------- | -------------- |
| 14         | 1         | Loslassen aus Liebe (1)   | Letting Go (1)                  | 19. Juli 2014        | 3. Mai 2015                           | Martin Wood    | Sue Tenney     |
| 15         | 2         | Loslassen aus Liebe (2)   | Letting Go (2)                  | 26. Juli 2014        | 3. Mai 2015                           | Martin Wood    | Sue Tenney     |
| 16         | 3         | Beziehungen und Bindungen | Relations and Relationships     | 2. Aug. 2014         | 3. Mai 2015                           | Neill Fearnley | Bruce Graham   |
| 17         | 4         | Der Schlüssel zum Glück   | Old Wounds                      | 9. Aug. 2014         | 10. Mai 2015                          | Neill Fearnley | Bruce Graham   |
| 18         | 5         | Alles auf Anfang          | Starting Over                   | 16. Aug. 2014        | 10. Mai 2015                          | Andy Mikita    | Susin Nielsen  |
| 19         | 6         | Neue Perspektiven         | Trials and Tribulations         | 23. Aug. 2014        | 10. Mai 2015                          | Andy Mikita    | Ken Craw       |
| 20         | 7         | Irgendwann, eines Tages   | One Day at a Time               | 30. Aug. 2014        | 17. Mai 2015                          | Martin Wood    | Mark Haroun    |
| 21         | 8         | Keine Ausreden            | Something Wicked This Way Comes | 6. Sep. 2014         | 17. Mai 2015                          | Martin Wood    | Derek Thompson |
| 22         | 9         | Es gibt kein Zurück       | Point of No Return              | 13. Sep. 2014        | 17. Mai 2015                          | Martin Wood    | Derek Thompson |
| 23         | 10        | Geheimnisse und Lügen     | Secrets and Lies                | 20. Sep. 2014        | 24. Mai 2015                          | Gary Harvey    | Bruce Graham   |
| 24         | 11        | Versteckspiel             | Stand and Deliver               | 27. Sep. 2014        | 24. Mai 2015                          | Scott Smith    | Sue Tenney     |
| 25         | 12        | Entscheidungen            | Resolutions and Revelations     | 4. Okt. 2014         | 24. Mai 2015                          | Scott Smith    | Sue Tenney     |

## Staffel 3
Ende Oktober 2014 produzierte der Hallmark Channel eine dritte Staffel. Die Erstausstrahlung dieser 11 letzten Episoden der Serie war vom 18. Juli bis zum 26. September 2015 auf dem US-amerikanischen Kabelsender Hallmark Channel zu sehen. Die deutschsprachige Erstausstrahlung erfolgte vom 5. bis zum 26. August 2016 auf Sat.1 Emotions.
| Nr. (ges.) | Nr. (St.) | Deutscher Titel               | Originaltitel                | Erstausstrahlung USA | Deutschsprachige Erstausstrahlung (D) | Regie          | Drehbuch                              |
| ---------- | --------- | ----------------------------- | ---------------------------- | -------------------- | ------------------------------------- | -------------- | ------------------------------------- |
| 26         | 1         | Die Zeiten ändern sich        | Hello Again (1)              | 18. Juli 2015        | 5. Aug. 2016                          | Neill Fearnley | Sue Tenney                            |
| 27         | 2         | Missverständnisse             | A Helping Hand               | 25. Juli 2015        | 12. Aug. 2016                         | Gary Harvey    | Bruce Graham                          |
| 28         | 3         | Der nötige Freiraum           | Something’s Gotta Give       | 1. Aug. 2015         | 12. Aug. 2016                         | Gary Harvey    | Sue Tenney                            |
| 29         | 4         | Rate mal, wer zum Essen kommt | Guess Who’s Coming To Dinner | 8. Aug. 2015         | 12. Aug. 2016                         | Scott Smith    | Sue Tenney                            |
| 30         | 5         | Rosenkrieg                    | Civil War                    | 15. Aug. 2015        | 19. Aug. 2016                         | Scott Smith    | Sue Tenney                            |
| 31         | 6         | Schlag auf Schlag             | Batter Up                    | 22. Aug. 2015        | 19. Aug. 2016                         | Neill Fearnley | Sue Tenney                            |
| 32         | 7         | Pauls Schwester               | Runaway                      | 29. Aug. 2015        | 19. Aug. 2016                         | Neill Fearnley | Sue Tenney                            |
| 33         | 8         | Machtkämpfe                   | The Good Fight               | 5. Sep. 2015         | 26. Aug. 2016                         | Andy Mikita    | Debbie Macomber, Amy Palmer Robertson |
| 34         | 9         | Gemeinsam oder Einsam         | Engagements                  | 12. Sep. 2015        | 26. Aug. 2016                         | Andy Mikita    | Sue Tenney, Amy Palmer Robertson      |
| 35         | 10        | Unklarheiten                  | Getting To Know You (1)      | 19. Sep. 2015        | 26. Aug. 2016                         | Martin Wood    | Sue Tenney, Amy Palmer Robertson      |
| 36         | 11        | Unklarheiten                  | Getting To Know You (2)      | 26. Sep. 2015        | 26. Aug. 2016                         | Martin Wood    | Sue Tenney, Amy Palmer Robertson      |